# Incêndio nos edifícios da Companhia Energética de São Paulo
O incêndio nos edifícios da Companhia Energética de São Paulo (CESP) foi um episódio ocorrido na noite de 21 de maio de 1987 e que perdurou até ao final da tarde do dia seguinte.

## O incêndio
O fogo iniciou-se por volta das 18h30 e atingiu praticamente todos andares dos Edifícios "Sede 1" e "Sede 2" da companhia, localizado na Avenida Paulista, próximo à esquina desta com a Rua Augusta, ao lado do edifício do Banco Safra, sobre o Shopping Center 3 e defronte o Conjunto Nacional.
Durante o incêndio, a parte central do edifício "Sede 2" (que englobava o hall de elevadores) ruiu, desabando como se estivesse sendo implodida e matando um funcionário da empresa (a única vítima do acidente). O prédio acabou sendo dividido em duas partes distintas: uma bem próxima a calçada da Avenida Paulista, e outra nos fundos. A parte da frente seria implodida dias depois, destruindo boa parte da estrutura do Shopping Center 3, que seria reconstruído. Por falta de recursos, o edifício "Sede 1" e o que restou do "Sede 2" seriam demolidos apenas cerca de 10 anos depois, tendo ficado durante todo este tempo como ruína exposta no meio da famosa avenida.
Como o prédio abrigava várias áreas administrativas da CESP, todo o pessoal foi remanejado para outros prédios na região, uma força tarefa foi formada para reconstruir a infraestrutura de telecomunicações (que era da própria empresa), relocando e instalando links de rádio UHF e SHF. Em três dias (de sexta a domingo), todo o sistema foi refeito, e na segunda feira milhares de colaboradores foram remanejados.
Os edifícios foram reconstruídos no início do século XXI e, atualmente, ou seja, quase 20 anos depois, se encontram em uma prolongada fase de acabamento, por falta de recursos do governo do estado de São Paulo.
Há a suspeita, embora não confirmada, de que o incêndio teria sido criminoso, pois muitos documentos importantes da CESP foram perdidos. Suspeitas estas esquecidas pela imprensa e pelos governos da época.
O Shopping Center 3 foi, em meados da década de 2000 entregue renovado e os edifícios passaram por obras e acabados. Foram adquiridos por R$ 91,5 milhões pela construtora Wtorre em maio de 2010.